# Église d'ossements
Église d'ossements (titre original : The Bone Church) est un poème narratif de Stephen King parue tout d'abord en novembre 2009 dans le magazine Playboy, puis dans le recueil Le Bazar des mauvais rêves en novembre 2015.

## Résumé
Dans un bar, en échange de quelques verres, un homme décrit une expédition à laquelle trente-deux personnes ont participé, à travers les jungles d'une terre inconnue, et dont il a été le seul et unique survivant.

## Genèse
Le poème est paru tout d'abord en novembre 2009 dans le magazine Playboy, et a été incluse par la suite dans le recueil Le Bazar des mauvais rêves en novembre 2015.